# Turistická značená trasa 4288
 Turistická značená trasa 4288 je šest kilometrů dlouhá zeleně značená turistická trasa Klubu českých turistů spojující Pardubice a Kunětickou horu.

## Popis trasy
Počátek se nachází u hlavní brány pardubického zámku. Současně se zde nachází i počátek červeně značené trasy 0438 spojující odlišnou trasou stejné body. Trasa 4288 nejprve obchází prostorem evropsky významné lokality severní stranu zámku po dně hradebního příkopu a po lávce v místě bývalého nejstaršího pardubického mostu přes Labe tuto řeku překonává. Z lávky je výhled východním směrem na soutok s Chrudimkou. Za lávkou trasa nabývá přibližně severovýchodní směr, míjí pardubické koupaliště a pokračuje po pěšině podél slepého labského ramene nazývaného Malý Slepák. U jeho nejsevernějšího bodu se od něj odklání a po polní cestě směřuje k obci Brozany a dále po silnici k obci Ráby. Z Rábů stoupá lesem po jižním úbočí Kunětické hory k loveckému zámečku Perníková chaloupka a od ní na parkoviště pod hradem. Zde se znovu potkává s trasou 0438, která zde rovněž končí. Cesta vedoucí z parkoviště k hradu na Kunětické hoře není značena. Na trasu 4288 zde navazuje žlutě značená trasa Sršskou plošinou na nádraží ve Stéblové.

## Historie
Trasa vedla z Rábů dříve o něco východněji po přímé pěšině přes les na jehož konci vcházela do souběhu s trasou 0438. Společně pak vedly na parkoviště.

## Turistické zajímavosti na trase
- Zámek Pardubice
- Evropsky významná lokalita Pardubice
- Tyršovy sady v Pardubicích
- Zdymadlo Pardubice
- Říční jezero Malý Slepák
- Kaple svatého Jana Nepomuckého v Rábech
- Lovecký zámeček Perníková chaloupka v Rábech
- Hrad Kunětická hora

Turistická trasa je součástí východočeské větve Svatojakubské cesty.